# Віртуальна обсерваторія
Віртуальна обсерваторія (ВО) — інформаційна технологія в астрономії, що виникла в результаті безпрецедентного прискорення темпів накопичення науковоцінних астрономічних даних, обсяги яких під час виконання масштабних проектів вимірюються петабайтами (Пб) і пов'язані передусім з космічними місіями, що надають величезні і складні за структурою сукупності даних.

## Передумови виникнення ВО
За деякими оцінками, в найближчі роки швидкість поповнення інформації досягне 2-4 Пб/рік. Крім того, за більш ніж сторічну історію спостережень на наземних інструментах в обсерваторіях світу накопичено величезні архіви даних, найчастіше недоступні користувачам через розрізненість типів астроінформації та відсутність цих матеріалів в оцифрованому вигляді в єдиному віртуальному середовищі. Завдання ефективного використання цих даних потребує розроблення й застосування нового покоління як апаратних (комп'ютерні потужності, накопичувальні пристрої, канали зв'язку тощо), так і програмних засобів (бази даних, інтерфейси, протоколи, стандарти, мови запитів, алгоритми пошуку та ін.).
Окремим складним і найперспективнішим ресурсом отримання нових наукових результатів є поєднане використання архівних минулих років) і нинішніх проектів спостережень небесних об'єктів. Його реалізація розширює як часову складову астрономічного інформаційного простору, що дає можливість зареєструвати події, тривалість розвитку яких перевищує сотні років, так і хвильовий діапазон спостережень об'єктів, що сприяє повнішому розгляду їхньої фізичної сутності. З цього випливає нагальна потреба в розробленні нових підходів до зберігання й оброблення даних.

## Проблеми і міжнародний характер ВО
Сучасні астроінформаційні технології здатні забезпечити сумісне оброблення терабайтних обсягів даних мільйонів небесних об'єктів — комбінації спостережень в усіх діапазонах електромагнітного спектра, що відкриває нові перспективи комплексного дослідження Всесвіту і розуміння астрофізичних явищ. Головна проблема полягає в необхідності приведення архівних матеріалів до вигляду, придатного для використання в процесах сумісного аналізу. Відсутність цих ресурсів — «вузьке місце» астрономії: дані є, а засобів добування з них знань ще не вистачає.
Віртуальні обсерваторії пропонують засоби розв'язання цих завдань, але вони не можуть бути сформовані окремою астрономічною установою або навіть країною. Створення ВО є справою міжнародної астрономічної спільноти, що має на меті демократизацію інформації з вільним доступом до неї, у тому числі й до даних суміжних дисциплін, наприклад метеорології, геофізики, астробіології, космічних наук, для встановлення нових взаємозв'язків та обміну методами і технологіями наукових досліджень.
Загальна концепція астрономічної ВО, що обговорювалась на Генеральних асамблеях Міжнародного астрономічного союзу (МАС) з 2000 р., спрямована, з одного боку, на створення прозорого «безшовного зв'язку» між наявними ресурсами інтероперабельних (тобто приведених до стандартизованої форми і придатних для використання в сумісному аналізі) астрономічних даних різних проектів на національному й міждержавному рівнях; з другого боку — на створення зручних засобів зберігання, управління, організації різнорівневого доступу до цих даних одночасно з розробленням інструментів глибокого пошуку науково значущої інформації та її всебічного аналізу на основі оптимальних алгоритмів і методів.

## Організаційна структура ВО
Організаційна структура ВО націлена на забезпечення будь-якого провайдера астрономічних даних засобами їх публікації й розповсюдження з використанням реєстрів астрономічних ресурсів і широкого переліку сервісів ВО, що вирішують ці завдання. З мети і завдань ВО випливають кілька чітких вимог, яких має обов'язково дотримуватись кожна організація, що виявила бажання публікувати свої дані за правилами Міжнародного альянсу віртуальних обсерваторій (IVOA). Головна вимога — це використання лише тих стандартів, протоколів і форматів подання, зберігання й обміну даними, які розроблені й продовжують удосконалюватися міжнародною спільнотою. Це гарантує коректність і доступність даних для сумісного використання в усіх сервісах ВО. Іншою усе важливою вимогою є підтримання відкритості даних і вільного обміну як даними, так і програмними продуктами, що розроблені в рамках ВО на некомерційній основі, але з урахуванням пріоритетних прав періоду старту нових проектів.
Концепція ВО заснована на використанні сучасних ІТ-технологій оброблення, аналізу й обміну даних, дає змогу уніфікувати петабайтні архіви інформації в кожній країні з метою не тільки їх зберігання, але й активного використання під час створення нових наукових досліджень.